# Nagy Sándor (tanár, 1853–1909)
Szentesi Nagy Sándor (Szentes, 1853. december 20. – Budapest, 1909. január 27.) királyi főgimnáziumi és állami tanítóképzőintézeti tornatanár.

## Élete
Nagy Pál kántor és Szimcsák Ilona fia. Az algimnáziumot szülővárosában, a tanítóképzőt Csongrádon, a tornatanító-képző tanfolyamot pedig Budapesten végezte. A tornaügy tanulmányozása céljából többször utazott külföldön; így 1880-ban a budapesti nemzeti tornaegylet a brüsszeli nemzetközi tornaünnepély tanulmányozására küldötte ki mint képviselőjét, mely alkalommal az Egyetértésnek tudósítója volt. 
1885-ben a drezdai német tornaünnepélyre utazott ki és ekkor a Nemzetnek volt a tudósítója. 1886-ban Romániát és Erdélyt utazta be és ez útról az Arad és Vidékében 12 tárcacikket írt; 1898-ban a hamburgi IX. német tornaünnepélyre utazott, mely alkalomból több németországi tornaintézetet is megtekintett; ekkor a hamburgi tornaünnepély leírását a Budapesti Hírlapban közölte. Később az aradi királyi főgimnázium és az állami tanítóképző-intézet tornatanára volt, illetve az aradi tornaegyesület titkára és művezetője.
Írt tanügyi cikkeket az Egyetértés, Pesti Hírlap, Pesti Napló, Budapesti Hírlap, Nemzeti Iskola, Tornaügy, Általános Tanügyi Közlöny, Arad és Vidéke, Függetlenség, Aradi Hiradó, Herkules c. napi- és szaklapokba; költeményeket és műfordításokat a Bolond Istókba és a Szentesi Lapba.
Felesége Ujházy Julianna volt.

## Munkái
- Belgium testi nevelése és a brüsseli nemzetközi tornaünnepély. Arad, 1880
- Néhány szó az új középiskolai törvényjavaslathoz. Arad, 1882
- Tornatanításunk hiányai és akadályai. Arad, 1889
- A testi nevelés és egy kis felvilágosítás. Az iskolai tornázás és játék. Arad, 1891
- Hogyan rendeztessenek a tanulók tornaversenyei, hogy az egészségre és erkölcsre veszélylyel ne járjanak. Kongresszusi felolvasás. Budapest, 1897

Szerkesztette az Aradi Tornaegylet 1879-1902. Évkönyveit.

### Kéziratban
Arad város sportélete, Belgium általános tanügye és testi nevelése, Utirajzok Magyar-, Német-, Oláhországból és Belgiumból, Szabad- és rendgyakorlatok (fordítás), Vasbotgyakorlatok (fordítás), Súlyozó gyakorlatok, Az erő- és izomképzés tankönyve (ford.), Az aradi tornaegyesület története és Tornakártyák (fordítás).